# Luzerner Kantonsspital
Das Luzerner Kantonsspital (LUKS) ist ein universitäres Lehr- und Forschungsspital in der Zentralschweiz mit umfassendem Angebot in Diagnose und Therapie. Seit dem 1. Januar 2008 werden die öffentlichen kantonalen Spitäler (Kantonsspital Luzern KSL, Kantonales Spital Sursee / Wolhusen KSSW und Luzerner Höhenklinik Montana LHM) unter gemeinsamem Dach als Luzerner Kantonsspital geführt. Damit ist das LUKS das grösste Spital der Zentralschweiz und vereint über 100 Kliniken, Abteilungen und Zentren.
Das in Form einer öffentlich-rechtlichen Anstalt geführte Luzerner Kantonsspital zählt über 8000 Mitarbeitende. Das LUKS ist damit einer der grössten Arbeitgeber in der Zentralschweiz.
Als Zentrumsspital mit einem Leistungsauftrag, der im kantonalen Spitalgesetz festgelegt ist, umfasst das Dienstleistungsangebot die Grundversorgung für die Bevölkerung des Kantons Luzern.

## Kennzahlen
Kennzahlen für die LUKS Gruppe AG (Luzerner Kantonsspital inklusive Spital Nidwalden). Die Kennzahlen werden nicht für einzelne Standorte separat ausgewiesen, Stand 2024:
- 926'133 Ambulante Patientenkontakte
- 50'384 Stationäre Patientinnen/Patienten
- 3'946 Geburten
- 8'522 Mitarbeitende
- 20'187 Rettungsdienst-Einsätze
- 878 Betten
- 914 Mitarbeitende in Lehre oder Ausbildung
- 534 Publikationen
- 55 Operations- und Geburtssäle
- 1'251 Mio. Franken Jahresumsatz

## Die Spitalorganisation
Seit 2012 war das Kantonsspital Nidwalden im Rahmen des Projekts LUNIS (LUzerner-Nidwaldner-Spitalregion) dem Luzerner Kantonsspital organisatorisch angegliedert. Per 1. Januar 2021 übernahm das Luzerner Kantonsspital das Kantonsspital Nidwalden als Tochterfirma. Seitdem ist sie als Spital Nidwalden AG eine Tochtergesellschaft der LUKS Gruppe AG. Deren Rechtsträgerin ist die Luzerner Kantonsspital AG, welche zu 100 % im Besitz des Kanton Luzerns ist. An der Spital Nidwalden AG hält der Kanton Nidwalden 40 Prozent der Aktien. Eine weitere Tochtergesellschaft ist die Luzerner Höhenklinik Montana AG (Rehaklinik in Montana VS).
Das Luzerner Kantonsspital digitalisiert seit 2019 sämtliche Kernprozesse, um im Reifegradmodell die EMRAM Stufe 7 zu erreichen. Dazu wurde unter anderem für 65,8 Millionen Franken ein neues Klinikinformationssystem (LUKIS) eingeführt. Im März 2022 bestätigte HIMSS die Stufe 6 nach O-EMRAM. Entsprechend ist das Luzerner Kantonsspital das erste Schweizer Spital mit diesem hohen Digitalisierungsgrad im ambulanten Bereich.

## LUKS Luzern

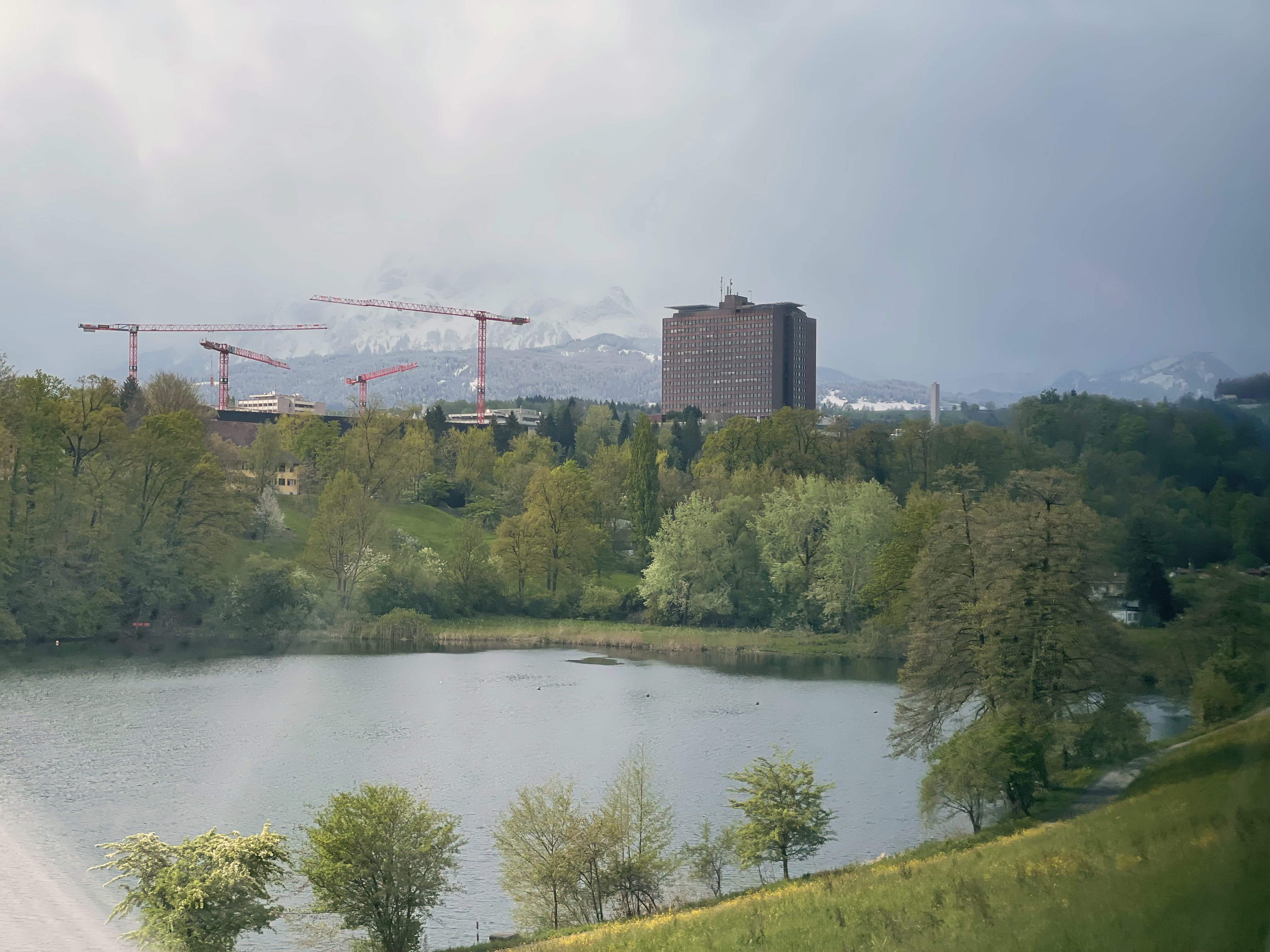
LUKS Luzern mit Grossbaustelle; Rotsee (2024)

### Bautätigkeiten
Am Standort Luzern sind diverse Bauprojekte im Gange.
Um auch künftig den Anforderungen an ein Perinatalzentrum (bestehend aus Geburtshilfe, Neonatologie und Neugeborenen-Intensivstation) zu entsprechen, werden derzeit auf der grössten Baustelle am Standort Luzern Kinderspital und Frauenklinik Tür an Tür neu gebaut. Spatenstich dafür war im September 2020, der Neubau soll bis 2026 realisiert sein. Das 1971 erbaute heutige Kinderspital ist in die Jahre gekommen und braucht mehr Platz.

### Medizinische Abteilungen
Die medizinischen Abteilungen am Standort Luzern sind:
- 24notfallpraxis
- Adipositaszentrum Zentralschweiz
- Altersunfallzentrum
- Angiologie
- Apotheke
- Augenklinik
- Brustzentrum
- Endokrinologie/Diabetologie
- Frauenklinik
- Gastroenterologie/Hepatologie
- Hämatologie
- Hebammenpraxis am Grendel
- Herzzentrum
- Infektiologie und Spitalhygiene
- Innere Medizin
- Interdisziplinäre Wirbelsäulenchirurgie
- Kinderspital
- Klinik für Allgemein- und Viszeralchirurgie
- Klinik für Anästhesie
- Klinik für Gefässchirurgie
- Klinik für Hals, Nasen, Ohren (HNO)
- Klinik für Hand- und Plastische Chirurgie
- Klinik für Mund-, Kiefer-, Gesichts- und Oralchirurgie
- Klinik für Neurochirurgie
- Klinik für Neurologie und Neurorehabilitation
- Klinik für Orthopädie und Unfallchirurgie
- Klinik für Thoraxchirurgie
- Klinik für Urologie
- Labormedizin
- Lymphomzentrum
- Medizinische Onkologie
- Nephrologie
- Neurozentrum
- Notfallzentrum
- Pathologie
- Pharmazie
- Physiotherapie
- Pneumologie und Schlafmedizin
- Prostatazentrum
- Radio-Onkologie
- Radiologie und Nuklearmedizin
- Rettungsdienst und Sanitätsnotruf 144 Zentralschweiz
- Rheumatologie
- Schilddrüsenzentrum
- Schmerztherapie
- Skills Lab
- Sportmedizin Zentralschweiz
- Tumorzentrum
- Viszeralonkologisches Zentrum
- Zentrum für Dermatologie und Allergologie
- Zentrum für Intensivmedizin
- Zentrum für komplexe Wunden

## LUKS Sursee

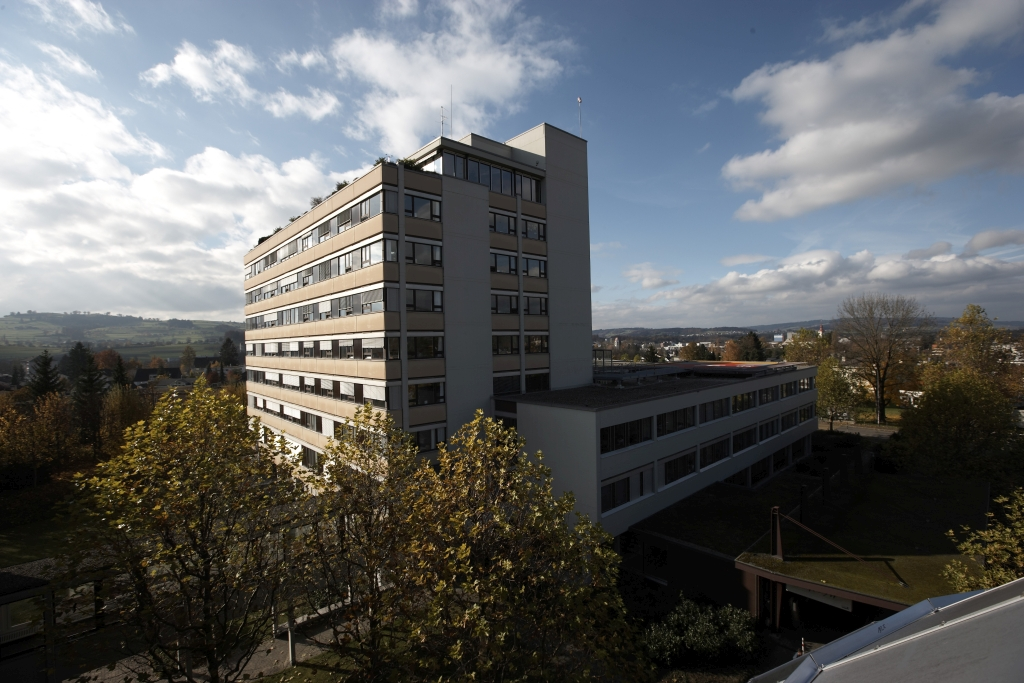
LUKS Sursee (2015)

### Bautätigkeiten
Das heutige Gebäude entspricht auf lange Sicht nicht mehr den Standards eines modernen Spitalbetriebs und es nähert sich dem Ende seines Lebenszyklus. Die Luzerner Regierung hat im Juni 2023 entschieden, dass das Spital in der Schwyzermatt auf Schenkoner Boden neu gebaut wird.

### Medizinische Abteilungen
Die medizinischen Abteilungen am Standort Sursee sind:
- Adipositaszentrum Zentralschweiz
- Allgemeine, Unfall-, Thorax-, Viszeralchirurgie
- Anästhesie
- Angiologie
- Endokrinologie/Diabetologie
- Gastroenterologie und Hepatologie
- Gynäkologie und Geburtshilfe
- Hals-, Nasen-, Ohrenklinik (HNO)
- Handchirurgie
- Innere Medizin
- Intensivstation
- Kardiologie
- Kontinenz- und Beckenbodenzentrum
- Nephrologie im Buchenhof
- Neurologie
- Notfallstation
- Onkologie und Hämatologie
- OP-Zentrum im Buchenhof
- Orthopädische Klinik
- Physiotherapie
- Pneumologie
- Radiologie
- Rheumatologie
- Urologie
- Venenzentrum
- Wundzentrum
- Zentrum für Dermatologie und Allergologie

## LUKS Wolhusen

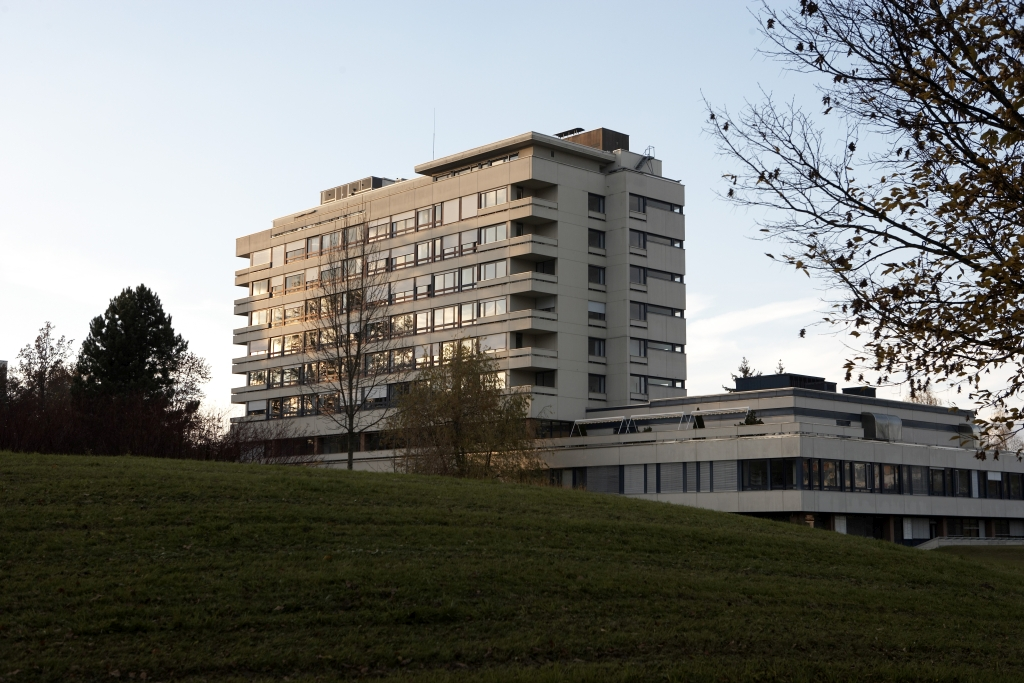
LUKS Wolhusen (2015)

### Bautätigkeiten
Am 17. Januar 2018 wurde bekannt gegeben, dass der Standort Wolhusen neu gebaut werden soll. Die Inbetriebnahme ist auf 2028 vorgesehen.

### Medizinische Abteilungen
Die medizinischen Abteilungen am Standort Wolhusen sind:
- Akutgeriatrie
- Anästhesie
- Angiologie
- Chirurgie
- Endokrinologie/Diabetologie
- Gastroenterologie und Hepatologie
- Gynäkologie und Geburtshilfe
- Hals-, Nasen-, Ohrenklinik (HNO)
- Hausärztliche Notfallpraxis
- Innere Medizin
- Intensivstation
- Kardiologie
- Neurologie
- Notfallstation
- Onkologie
- Orthopädie
- Pneumologie
- Radiologie
- Rehazentrum Wolhusen
- Rheumatologie
- Therapien: Physiotherapie / Ergotherapie
- Urologie

## Luzerner Höhenklinik Montana
Die Luzerner Höhenklinik Montana im Kanton Wallis ist spezialisiert auf die Fachgebiete Herz, Kreislauf, Atemwege, Orthopädie, Psychosomatik und Schlafmedizin.
Die Luzerner Höhenklinik Montana erhält den Leistungsauftrag vom Kanton Luzern. Sie ist zudem auf den Spitallisten der Kantone Nidwalden und Wallis für sämtliche Leistungsangebote aufgeführt. Für den Kanton Uri steht sie auf der Liste für Pulmonale Rehabilitation.
Die Luzerner Höhenklinik Montana wurde am 31. Mai 1952 eröffnet und im Herbst 1997 umfassend saniert.
2023 beschloss der Regierungsrat gemeinsam mit dem LUKS-Verwaltungsrat, das Gebäude und den Klinikbetrieb an Swiss Medical Network (SMN) zu verkaufen.

## Geschichte
Die Vorläufer des Luzerner Kantonsspitals reichen zurück bis ins Jahr 1286. Um 1630 wurde das Heilig-Geist-Spital errichtet, um 1772 das Stadtspital im Obergrund. Im Oktober 1902 wurde die kantonale Krankenanstalt am heutigen Ort in Luzern mit fünf Gebäuden, 220 Betten und 60 Mitarbeitenden in Betrieb genommen. Im Jahr 1937 eröffnete das Spital eine Pflegerinnenschule, die 1946 vom Schweizerischen Roten Kreuz anerkannt wurde.
In den folgenden Jahrzehnten erlebte das Spital mehrere bedeutende Erweiterungen, darunter die Eröffnung des Kinderspitals im Jahr 1971 und die Inbetriebnahme des Spitalzentrums Luzern (bekannt als «Schoggiturm») im Jahr 1982.

## Varia
Das Luzerner Kantonsspital darf am Standort Luzern als einziges Spital der Zentralschweiz alle fünf Operationen der hochspezialisierten Medizin (HSM) in der Chirurgie des Bauchraumes durchführen. Zurückzuführen ist dies auf die sehr hohe medizinische Qualität, ausreichende Fallzahlen sowie das Engagement des LUKS als universitäres Lehr- und Forschungsspital.
Das Luzerner Kantonsspital gewann für die ausgezeichnete Online-Präsenz diverse Awards: 2017 Klinik Award, 2018 Best of Swiss Web Award (in 2 verschiedenen Kategorien), 2023 Splash Award, 2023 Nomination für den Best of Swiss Web Award.
Das Luzerner Kantonsspital ist seit 2015 als erstes Spital der Schweiz mit dem SQS-Zertifikat «Fair Compensation» für Lohngerechtigkeit ausgezeichnet. Dieses wurde seither jedes Jahr erneuert.
Am 13. Februar 2022 sagte das Luzerner Stimmvolk mit 75,3 Prozent Ja zur Aktienkapitalerhöhung wegen Covid-bedingten Verlustes 2020.
Im September 2022 haben der Regierungsrat Obwalden, das Kantonsspital Obwalden und die LUKS Gruppe einen Rahmenvertrag für einen Spitalverbund unterzeichnet.
Während des Zweiten Weltkriegs, im Jahr 1942, verzeichnete die Spitalgärtnerei ihre grösste Ernte mit insgesamt 33 Tonnen Gemüse.